# Forneus
Forneus – w tradycji okultystycznej demon, upadły anioł, markiz piekła. Znany również pod imionami Forneas, Fornus i Furnus. Rozporządza 29 legionami duchów, które pochodzą częściowo z Chóru tronów, a częściowo z Chóru aniołów. Sam Forneus przed upadkiem przynależał do tych Chórów. W Sztuce Goecji jest trzydziestym, a w Pseudomonarchii Daemonum dwudziestym piątym duchem.

## Wdemonologii
By go przywołać i podporządkować, potrzebna jest jego pieczęć, która według Sztuki Goecji powinna być zrobiona ze srebra.
Uczy sztuk pięknych, retoryki i języków, przywraca dobre imię. Sprawia, że jest się lubianym przez przyjaciół jak i wrogów.
Przedstawiany jest jako potwór morski.

## Wkulturze masowej
- W grach Shin Megami Tensei i Shin Megami Tensei: Lucifer's Call jest bossem, przedstawiany jest jako duża płaszczka. Pojawia się także w Shin Megami Tensei: Persona 3 i Shin Megami Tensei: Persona 4. Natomiast w Shin Megami Tensei: Digital Devil Saga jest już powszechnym wrogiem.
- Jako markiz  Forneus pojawia się w grze Final Fantasy XI.
- W grze AquaNox przedstawiany jest jako olbrzymia kałamarnica.
- Pojawia się w grze Castlevania: Portrait of Ruin i jest tam przedstawiony jako demon meduza. Można go też zobaczyć w grze Castlevania: Order of Ecclesia.
- W grze Tales of Destiny 2 jest bossem.
- Pojawia się również w light novel Rental Magica.
- Można go zobaczyć w grze Romancing SaGa 3.
- W grze Ace Combat X: Skies of Deception nazwę Forneus nosi futurystyczny samolot.